# Rebecka Henriette Lejeune Dirichlet
Rebecca Henriette Lejeune Dirichlet (geboren Rebecca Henriette Mendelssohn Bartholdy) (Hamburg, 11 april 1811 - Göttingen, 1 december 1858) was een kleindochter van Moses Mendelssohn en de jongste zus van Felix Mendelssohn Bartholdy en Fanny Hensel.
Rebecca werd geboren in Hamburg. Ze werd het middelpunt van een opmerkelijke salon met sociale contacten met belangrijke musici en wetenschappers in een zeer creatieve periode van het Duitse intellectuele leven.
In 1832 trad zij in het huwelijk met de wiskundige Peter Gustav Lejeune Dirichlet, die door Alexander von Humboldt binnen de familie Mendelssohn-Bartholdy werd geïntroduceerd. Zij overleed in Göttingen, een jaar eerder dan haar man.